# Hüttersdorf
Hüttersdorf (im örtlichen, moselfränkischen Dialekt Hidderschdroff) ist ein Ortsteil von Schmelz im Landkreis Saarlouis (Saarland). Der Großgemeindebezirk Hüttersdorf hatte am 31. März 2018 4.905 Einwohner, davon 4.773 mit Hauptwohnsitz und 132 mit Nebenwohnsitz und ist nach Schmelz selbst der zweitgrößte Ortsteil der Großgemeinde.

## Geographische Lage
Hüttersdorf liegt an der rechten Seite des Primstales und grenzt an die Orte Schmelz und Primsweiler, die ebenfalls zur Gemeinde Schmelz gehören. Außerdem grenzt Hüttersdorf an den Ort Körprich, der zur Gemeinde Nalbach gehört, sowie an den Ort Düppenweiler, Gemeinde Beckingen, Landkreis Merzig-Wadern. Ebenfalls grenzt Hüttersdorf im Primsweiler Wald an die Stadt Lebach.

## Geschichte
Aus den ehemals selbständigen zusammengewachsenen Orten Buprich und Hüttersdorf entstand die Gemeinde Hüttersdorf-Buprich. Am 11. Mai 1937 wurde diese in Hüttersdorf umbenannt.
Am 1. Januar 1974 wurde die Gemeinde Hüttersdorf in die Gemeinde Schmelz eingemeindet.
Die ganze Geschichte Hüttersdorfs hat der Heimatforscher und Historiker Lorenz Schmitt (1922–1990) erforscht; seine Werke findet man heute in der Stadtbibliothek von Lebach.

## Kirche
Die katholische Kirche in Hüttersdorf trägt den Namen „Kreuzerhöung Hüttersdorf“. Dort finden Taufen, Beerdigungen, Firmungen, Trauungen und die Kommunion statt. Die Kirche wird vom Pfarrgemeinderat und Pfarrverwaltungsrat geleitet. Hüttersdorf hat auch eine Filialkirche mit dem Namen „Maria Königin“ in Primsweiler. Jedes Jahr gibt es in Hüttersdorf ein Pfarrfest.
Der Kirchenchor nennt sich „Cäzilia Hüttersdorf“.
Er wurde im Dezember 2016 aufgelöst.

## Politik
Ortsvorsteher von Hüttersdorf ist seit 2024 Lukas Zapp (CDU) mit Stellvertreter Meik Glöckner (FL Schmelz).  Er folgte auf Bernd Valentin (SPD). Vor ihm war dies fünf Jahre lang Nicolas Lorenz (CDU). Davor war dies Franz-Josef Thome. Im Ortsrat hat die SPD derzeit fünf Sitze, die CDU hat vier Sitze und die FL Schmelz zwei Sitze. 

### Wappen
Die beiden Rosen im Schildhaupt des Wappens deuten die beiden Ortsteile Buprich und Hüttersdorf an, die bis zum Ende des 18. Jahr die Reichsherrschaft Hüttersdorf bildeten.
Kurtrier führte ein rotes Kreuz in seinem Wappen. Dieses ist als schwebendes profiliertes Kreuz in das Hüttersdorfer Gemeindewappen aufgenommen worden. Ebenso soll dieses Kreuz daran erinnern, dass Hüttersdorf eine sehr alte Pfarrei ist, die unter dem Patronat des heiligen Kreuzes steht.
Mit diesem Wappen wurde auch der damaligen Gemeinde das Recht verliehen, die Farben Rot-Gelb als Gemeindefarben zu führen.

## Kultur und Sehenswürdigkeiten
Hüttersdorf verfügt über ein Kulturhaus, das für Veranstaltungen genutzt wird.
Am Rande des Ortes liegt der sogenannte Engelgrundweiher, ein Feuchtbiotop in einem Naturschutzgebiet. Die über den Weiher führende Brücke wurde im Jahr 2015 auf den Fundamenten der alten Brücke neu errichtet.
Auf dem Kapellenberg am Rande Hüttersdorfs steht die Marienkapelle mit einer Aussicht auf den Ort.
Am Rande Hüttersdorfs verläuft der Premiumwanderweg Bach- und Burrenpfad.
Im Ortszentrum liegt der Marktplatz von Hüttersdorf. Dort finden jedes Jahr die Freitagsmärkte, der Bauern- und Ostermarkt, die Hüttersdorfer Kirmes, das Pfarrfest und das Musikvereinsfest statt. Auf dem Hüttersdorfer Marktplatz steht im Mai der traditionelle Hüttersdorfer Maibaum sowie in der Adventszeit der Hüttersdorfer Tannenbaum, der von den beiden Hüttersdorfer Kindergärten geschmückt wird. Am Rande befinden sich das Haus der Hüttersdorfer Feuerwehr und des Deutschen Roten Kreuzes sowie die Pfarrkirche Kreuzerhöhung Hüttersdorf.
Das Pfarrhaus in Hüttersdorf wurde 2014 saniert. Im Mittelalter war das Pfarrhaus das Herrschaftshaus der Herrschaftsfamilie von Hunolstein, die lange Zeit über Hüttersdorf herrschte.
Neben dem Engelgrundweiher liegt ein Feld, an dem früher eine römische Villa stand. Heute findet man hier noch Überreste wie z. B. Teile von einer römischen Vase oder einem Ton Ziegel.
An der Prims befinden sich Kalksteinablagerungen, die sich zu Steinen formen. Sie werden als „Primswacken“ bezeichnet und haben im Inneren bunte Farben.

## Vereine
In Hüttersdorf gab es 2019 mehrere Sportvereine, einen Ortsverein des Deutschen Roten Kreuzes, einen Musikverein, einen Kapellenverein, einen Bergmannsverein, den Spielplatz-Verein auf der Schlicht und einen Akkordeonverein.

## Wirtschaft und Infrastruktur
Seit 2011 verfügt Hüttersdorf über einen Rewe-Lebensmittelmarkt, einen Getränkehandel, eine Apotheke und drei Bäckereien sowie mehrere Wirtschaften, Restaurants sowie ein Hotel, außerdem ein Uhren- und Schmuckgeschäft und zwei Blumenläden.
In Hüttersdorf gibt es ein Busunternehmen Geraldy und ein Taxiunternehmen.
Die Sicherheit der Bevölkerung wird durch die Freiwillige Feuerwehr und das Deutsche Rote Kreuz gewährleistet.
In Hüttersdorf gibt es je eine Filiale der Vereinigten Volksbank Raiffeisenbank und der Kreissparkasse Saarlouis.

## Verkehr
Durch Hüttersdorf verläuft die Landstraße 143, die in Schmelz in die Bundesstraße 268 und in Körprich in die Bundesstraße 269 mündet.
Im Nahverkehr ist Hüttersdorf über mehrere Buslinien mit Lebach und Saarlouis angebunden und wird auch mit dem Gemeindebus "Primsschurrer" mit 17 Haltestellen angefahren.
Am Rande Hüttersdorfs verläuft die Düppenweilerstraße. Diese verbindet Hüttersdorf mit Düppenweiler und dem Landkreis Merzig-Wadern, von dort aus kommt man nach Merzig und nach Luxemburg. Die Straße verläuft durch den Hüttersdorfer Wald.
Hüttersdorf tangierend verläuft die Trasse der Primstalbahn, die jedoch nur noch für den Güterverkehr genutzt wird. Ein Halt in Hüttersdorf hat an dieser Bahnstrecke zu keiner Zeit existiert.

## Bildung
Hüttersdorf verfügt über einen kommunalen und einen katholischen Kindergarten und die Grundschule „Johannesschule“. Die nächste erweiterte Realschule befindet sich in Schmelz, die nächsten Gymnasien in Lebach, Dillingen/Saar und in Wadern.

## Persönlichkeiten
- Johann Hugo II. von Hagen (* 10. Juli 1707 in Koblenz; † 24. November 1791 in Wien), kaiserlicher Reichshofratspräsident (1778–1791) und österreichischer Reichskonferenzminister, Herr zu Hüttersdorf
- Erwin Sinnwell (1929–2014), Diplom-Kaufmann, Manager und Politiker (CDU), Mitglied des Landtages und Minister für Wirtschaft, Verkehr und Landwirtschaft des Saarlandes im Kabinett Röder V, geboren in Hüttersdorf
- Käthe Schaub (1892–1973), Politikerin, Mitglied des nordrhein-westfälischen Landtags, geboren in Hüttersdorf
- Herman Erbel, "Rarebell" (* 1949), Musiker, unter anderem Schlagzeuger der Scorpions, geboren in Hüttersdorf-Buprich
- Wolfgang „Ambrosius“ Leidinger (* 1958), Benediktiner, Leiter der Abtei Neuburg bei Heidelberg
- Markus Groß (* 1962), Linguist und Hochschullehrer, geboren in Hüttersdorf